# Lingua nera villosa
Per  lingua nera villosa, in campo medico, si intende un'anomalia della lingua, caratterizzata dalla presenza di propaggini villose di variabile lunghezza sul dorso della lingua. Quella che, inizialmente, si presenta come una lesione bianca, diviene poi nera con l'accumulo di pigmenti esogeni contenuti in sostanze quali caffè e prodotti di combustione del tabacco non rimossi tramite una soddisfacente igiene orale.

## Manifestazioni
Si presenta la caratteristica ipercheratosi delle papille filiformi. Oltre ai tipici colori scuri, sono stati riscontrati casi anche di macchie gialle e verdi.

## Eziologia
La comparsa della macchia è data batteri cromogeni, ma vi sono anche altre cause, di diversa forma, fra le più comuni il consumo prolungato del fumo, o determinati cibi o ancora caffè, utilizzo di farmaci a terapia cronica (soprattutto bismuto), igiene orale insoddisfacente. Tale condizione è stata riscontrata anche in soggetti affetti da infezione da HIV.

## Terapia
Occorre eliminare il fattore irritante (fumo, alcool, caffè ecc.) ed è utile spazzolare la lingua con uno spazzolino da denti non in modo energico, ma sicuramente con molta cura, per eliminare il materiale che si deposita tra i villi. Non è una patologia maligna, ma è bene trattarla con antimicotici, bicarbonato e collutori a base di acqua ossigenata; evitare la clorexidina. È utile usare degli integratori alimentari multivitaminici, poiché l'insorgenza di tale patologia è stata collegata alla carenza di vitamine A, C, E e di zinco.

## Lingua nera nel cane
La lingua nera (in inglese: Black tongue) è una patologia dei cani associata ad ulcere del cavo orale, intensa salivazione, diarrea e patologie del sistema nervoso, quali atassia e paralisi, considerata equivalente alla pellagra umana, in quanto dovuta a carenza di niacina. Fu proprio nei cani affetti da black tongue che, nel 1937, Elvehjem riuscì a dimostrare che l'acido nicotinico aveva la proprietà di guarire la sua sintomatologia e poteva essere quindi utilizzato per la terapia della pellagra umana.